# Dorota Karczewska
Dorota Karczewska z domu Chlewicka (ur. 6 listopada 1973 w Inowrocławiu) – polska prawniczka i urzędniczka państwowa, w latach 2014–2019 wiceprezeska Urzędu Ochrony Konkurencji i Konsumentów.

## Życiorys
Z wykształcenia prawniczka, posiada uprawnienia radcy prawnego. Specjalizuje się w prawie ochrony konkurencji oraz konsumentów. Od 1998 związana z Urzędem Ochrony Konkurencji i Konsumentów. Od 2008 pełniła funkcję dyrektor Delegatury UOKiK w Bydgoszczy. Jako radca prawny reprezentowała Prezesa UOKiK w sprawach sądowych. Wykłada prawo konkurencji i konsumentów przy Okręgowej Izbie Radców Prawnych w Bydgoszczy oraz w Szkole Głównej Handlowej. W latach 2009–2014 była członkinią Rady Nadzorczej Łódzkiej Specjalnej Strefy Ekonomicznej. 11 czerwca 2014 powołana na stanowisko Wiceprezeski Urzędu Ochrony Konkurencji i Konsumentów odpowiedzialną za ochronę interesów konsumentów. Odwołana 10 czerwca 2019. Następnie rozpoczęła pracę jako partnerka w kancelarii WKB Lawyers.
Dwukrotnie wyróżniona w rankingu „50 najbardziej wpływowych prawników” Dziennika Gazety Prawnej w 2016 (31. miejsce), w 2017 (28. miejsce). 